# 2019 en Malaisie
Cet article présente les faits marquants de l'année 2019 en Malaisie.

## Évènements
- 1 janvier : l'interdiction de fumer doit entrer en vigueur, mais le délai de grâce est prolongé deux fois au cours de l'année et l'interdiction n'est mise en œuvre que l'année suivante[1].
- 6 janvier : le sultan Muhammad V démissionne de son poste de 15e roi de Malaisie[2].
- 3 avril : début du procès pour corruption contre l'ancien Premier ministre Najib Razak (scandale de 1Malaysia Development Berhad)[3].
- 17 avril : le Premier ministre Mahathir Mohamad est nommé parmi les 100 personnes les plus influentes du magazine Time[4].
- 5 mai : le magazine Fortune classe Mahathir Mohamad au 47e rang des plus grands dirigeants du monde[5].
- 1er novembre-3 novembre : la 29e édition du Grand Prix moto de Malaisie a lieu sur le circuit international de Sepang.

## Décès
- 22 mai : Ahmad Shah, ancien roi de Malaisie